# Monkey Wrench
Monkey Wrench è un singolo del gruppo musicale statunitense Foo Fighters, pubblicato il 28 aprile 1997 come primo estratto dal secondo album in studio The Colour and the Shape.

## Tracce
Testi e musiche di Dave Grohl e dei Foo Fighters, eccetto dove indicato.
CD promozionale (Europa)
1. Monkey Wrench – 3:52

CD promozionale (Stati Uniti)
1. Monkey Wrench – 3:51
2. This Is a Call – 3:52 (Dave Grohl)
3. I'll Stick Around – 3:51 (Dave Grohl)
4. Big Me – 2:11 (Dave Grohl)

CD (Australia, Europa, Giappone, Regno Unito – parte 1)
1. Monkey Wrench – 3:54
2. Up in Arms (Slow Version) – 3:11
3. The Colour and the Shape – 3:22

CD (Regno Unito – parte 2)
1. Monkey Wrench – 3:54
2. Down in the Park – 4:07 (Gary Numan) – originariamente interpretata da Gary Numan
3. See You (Acoustic) – 2:27

7" (Regno Unito)
1. Monkey Wrench – 3:54
2. The Colour and the Shape – 3:26

## Formazione
Gruppo
- Dave Grohl – voce, chitarra, batteria
- Pat Smear – chitarra
- Nate Mendel – basso

Produzione
- Gil Norton – produzione
- Bradley Cook – registrazione
- Chris Sheldon – missaggio
- Ryan Boesch – assistenza tecnica
- Todd Burke – assistenza tecnica
- Jason Mauza – assistenza al missaggio
- Bob Ludwig – mastering

## Classifiche
| Classifica (1997)             | Posizione massima |
| ----------------------------- | ----------------- |
| Australia                     | 17                |
| Regno Unito                   | 12                |
| Stati Uniti (alternative)     | 9                 |
| Stati Uniti (mainstream rock) | 9                 |